# Acar

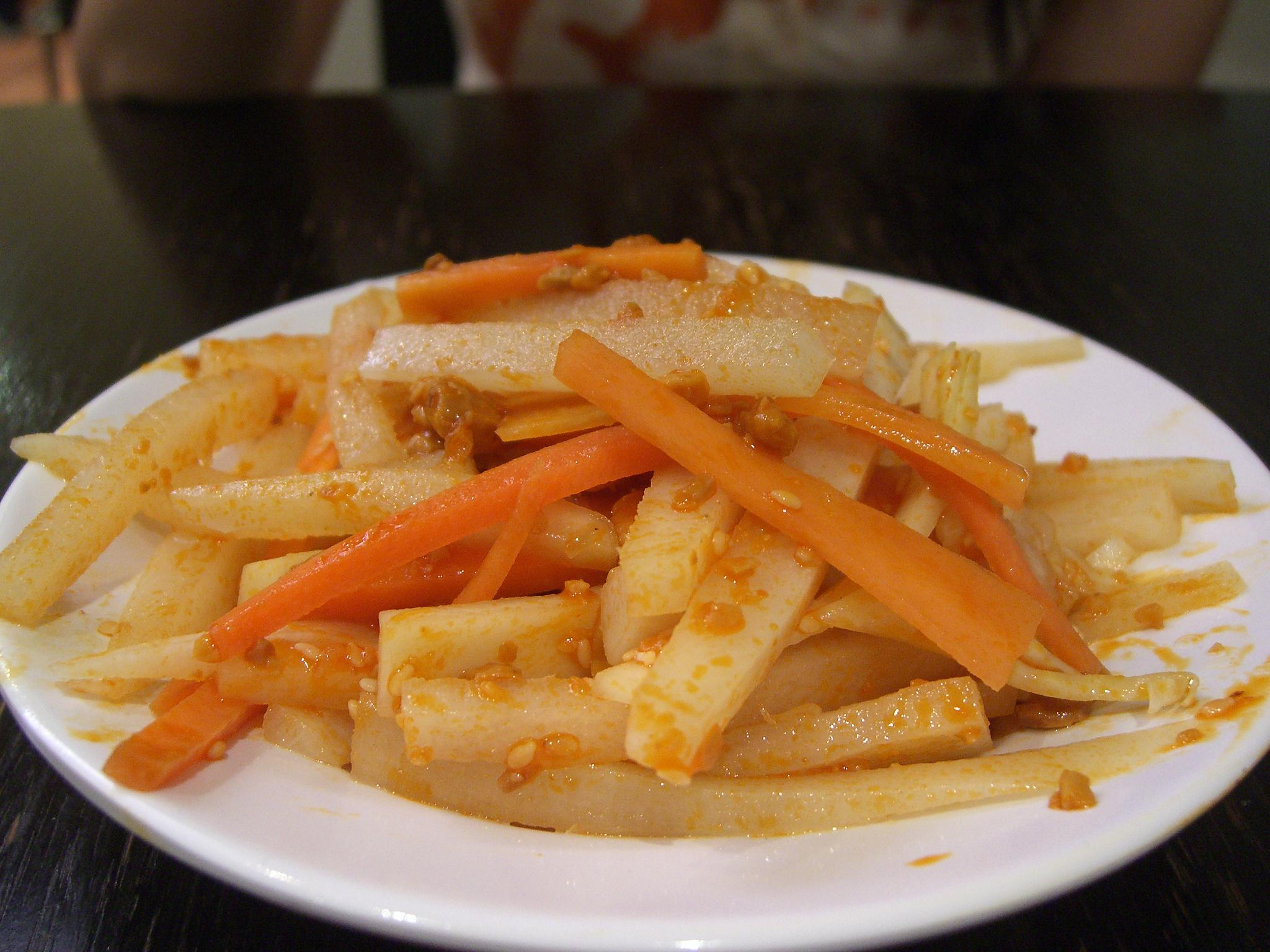
Un plato de acar.

El acar o achara es un tipo de ensalada hecho en Indonesia, Malasia y Singapur. Se elabora con diferentes verduras, como judía espárrago, zanahoria o repollo encurtidos en vinagre, y guindilla seca. Las verduras se mezclan con cacahuete molido. Suele servirse como guarnición de un plato principal.
Las variantes del acar incluyen el acar awak o acar nyonya, y el acar malayo. El acar awak es más elaborado, conteniendo otras verduras como berenjenas, además de especias aromáticas.
En Indonesia, el acar suele hacerse con trocitos de pepino, zanahoria, chalota y ocasionalmente piña, marinados en una solución agridulce de azúcar y vinagre. En algunos lugares se añade limoncillo o jengibre para condimentarlo.